# Julus florissantellus
Julus florissantellus är en mångfotingart som beskrevs av Cockerell 1907. Julus florissantellus ingår i släktet Julus och familjen kejsardubbelfotingar. Inga underarter finns listade i Catalogue of Life.